# Solenopsis pilosula
Solenopsis pilosula är en myrart som beskrevs av Wheeler 1908. Solenopsis pilosula ingår i släktet eldmyror, och familjen myror. Inga underarter finns listade i Catalogue of Life.

## Bildgalleri

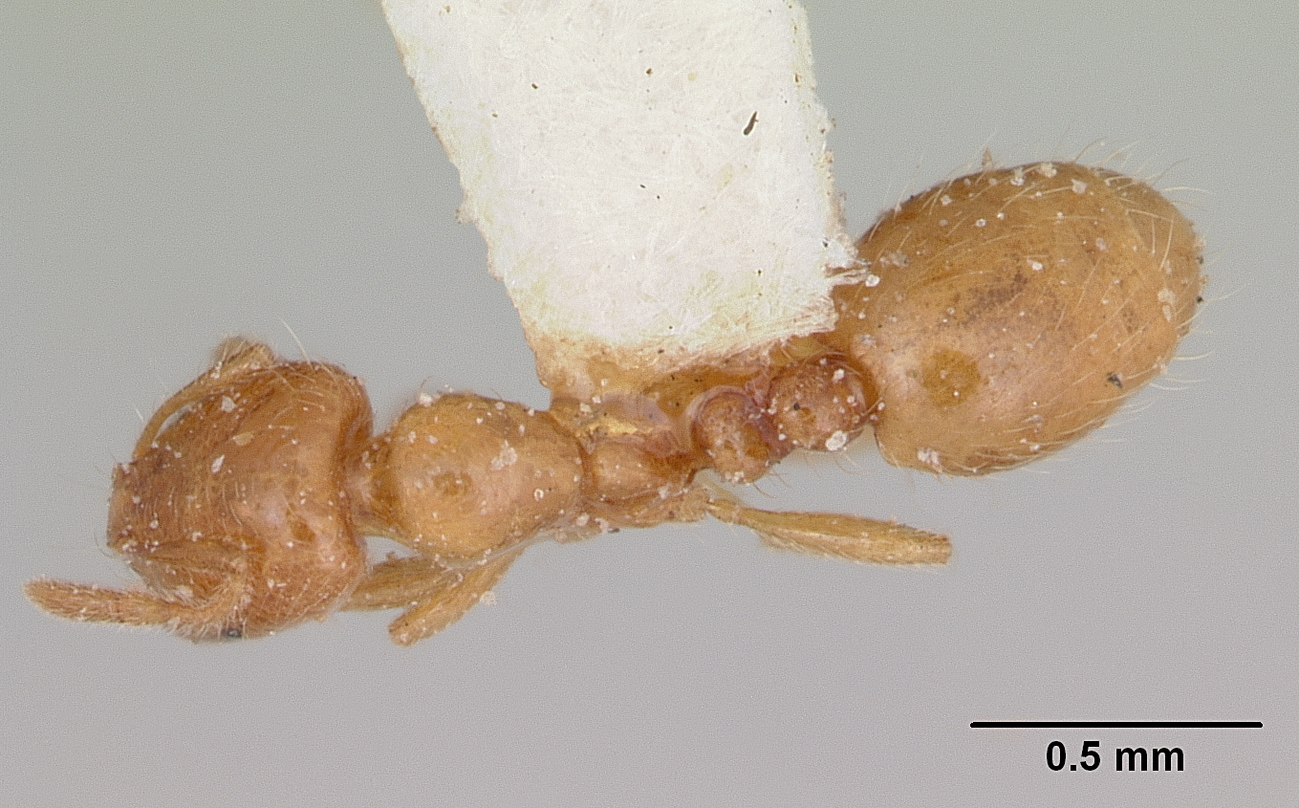
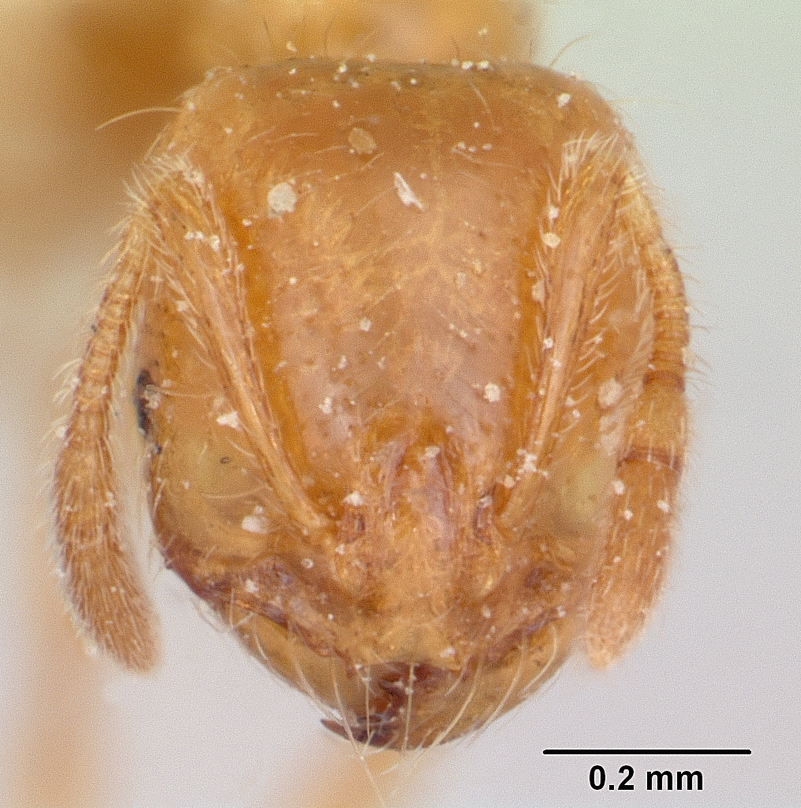
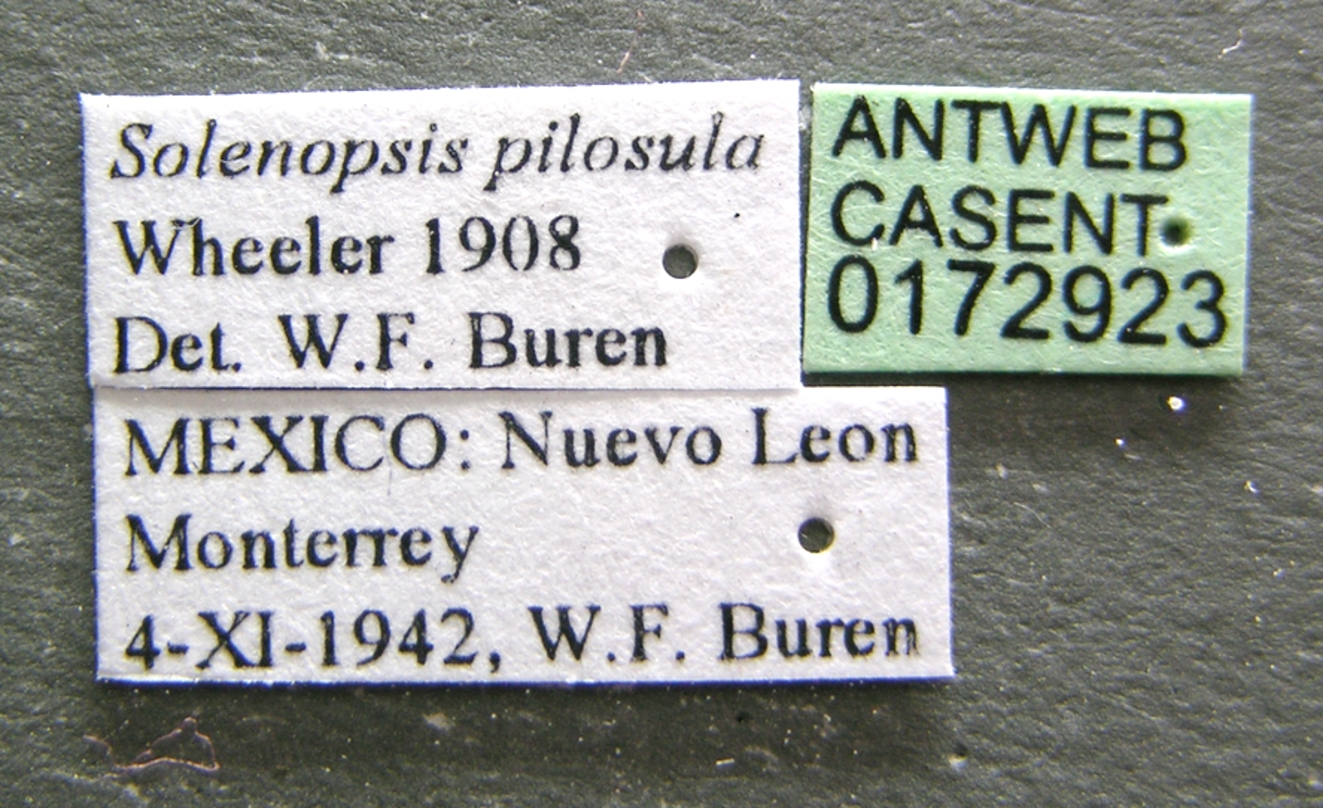
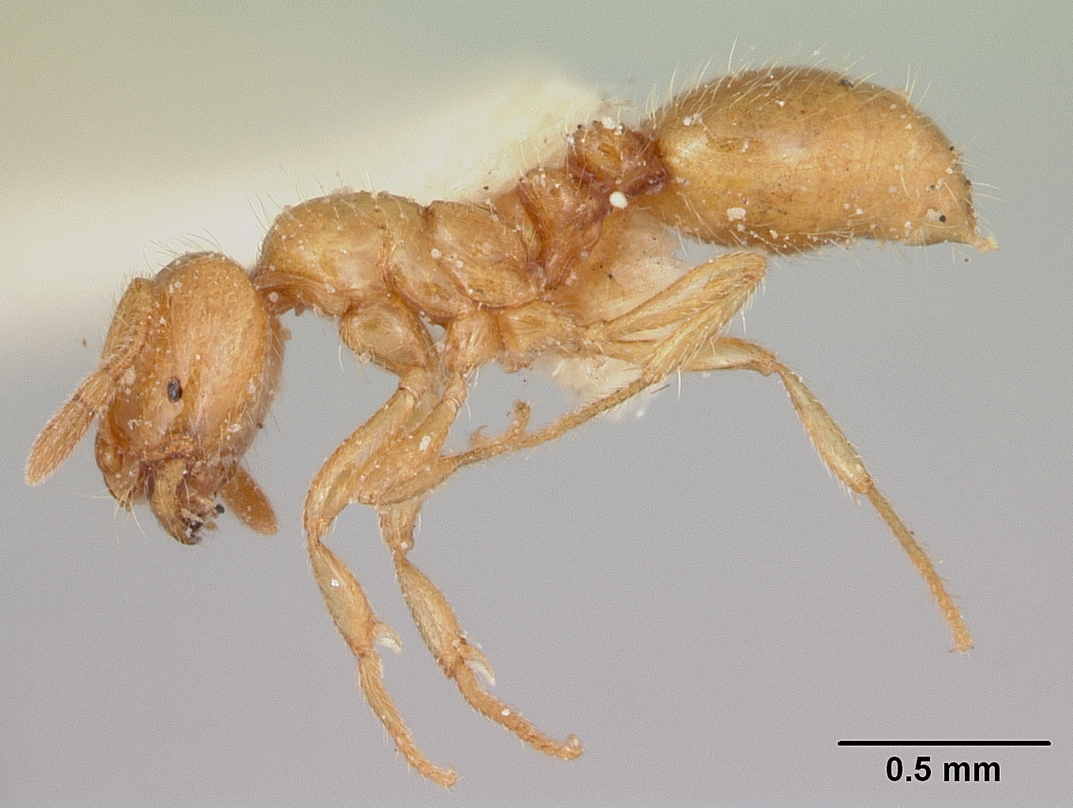